# World Cyber Games 2005

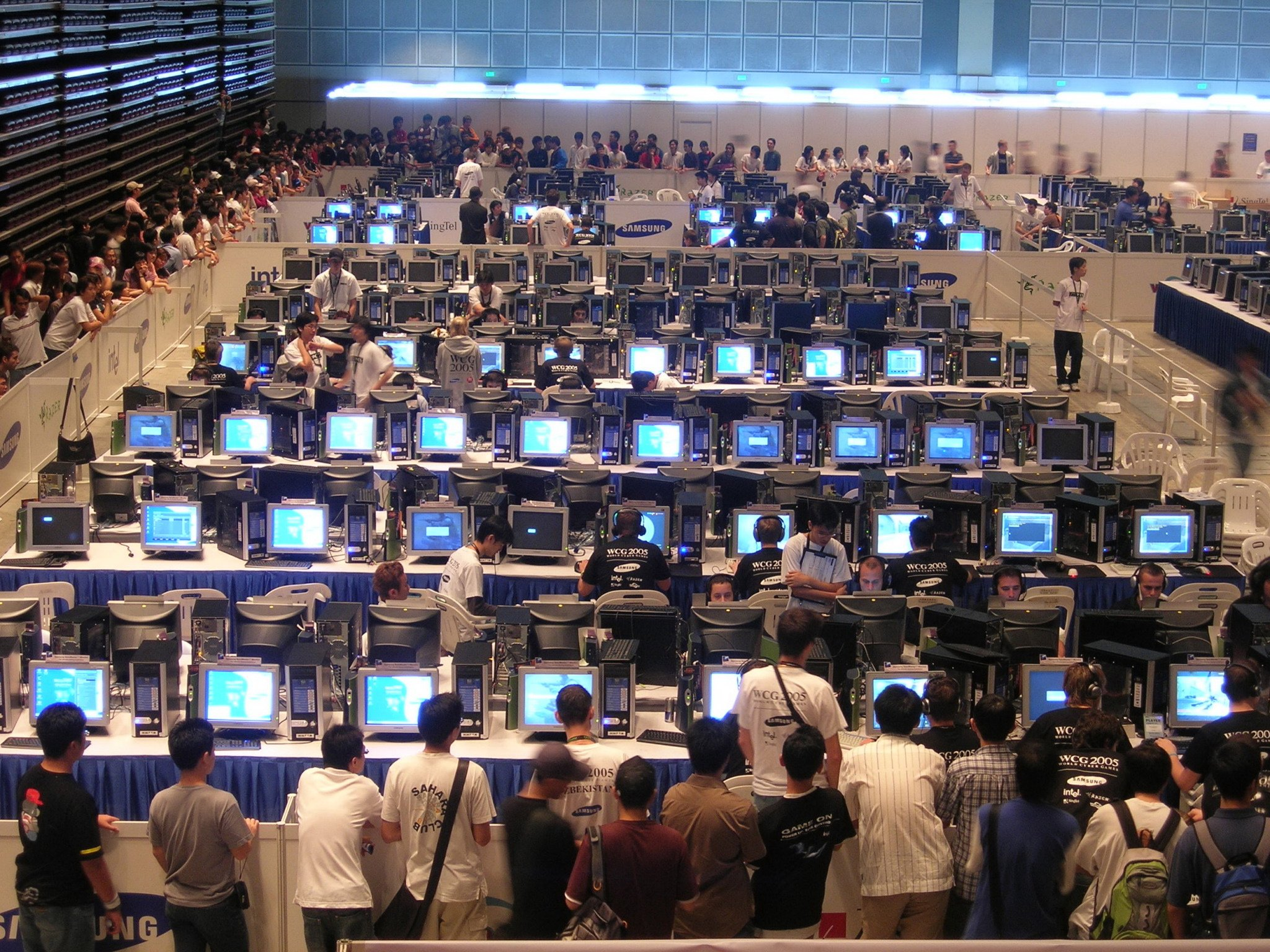
World Cyber Games 2005 a Singapore

I World Cyber Games 2005 si sono svolti a Singapore dal 16 novembre al 20 novembre 2005. Hanno ospitato oltre 800 giocatori da 67 Paesi, e oltre 39000 spettatori. Il montepremi era di 435.000$.

## Giochi ufficiali

### PC
- Counter-Strike: Source
- FIFA Football 2005
- Need For Speed: Underground 2
- StarCraft: Brood War
- Warcraft III: The Frozen Throne
- Warhammer 40,000: Dawn of War

### Xbox
- Dead or Alive Ultimate
- Halo 2

### Special tournament
- Freestyle

### Mobile games
- Bruce Lee
- Chopper Rescue
- Goolie
- Midtown Madness 3

### Gioco promozionale
- Carom 3D

## Risultati
| WCG 2005 Grand Final            | Gold          | Silver        | Bronze      | 4th            |
| Counter Strike: Source          | Team3D        | k23           | Team_EG     | virtus.pro     |
| Need For Speed: Underground 2   | GearGG        | N4_Godsmack   | USSRxMrKOT  | aTTaX_Sliver   |
| Warhammer 40,000: Dawn of War   | SeleCT        | TmG_QuanChi   | Tmg) InSAnE | ThE_Android    |
| StarCraft: Brood War            | fOru          | [3D]Androide  | Legionnaire | CNSTORM        |
| Warcraft III: The Frozen Throne | WE-SKY        | BenQGeiLShort | Grubby      | ToD4K          |
| FIFA Football 2005              | SK_styla      | x4Alexx       | eDuYepp     | [WInDs]Si_Jali |
| Dead or Alive Ultimate          | katuninken    | Tetra         | shinobi     | Kaero          |
| Halo 2                          | Team3D(OGRES) | Team_EG       | halo1style  | butterbrot     |

## Medagliere
| Nazione       | O | A | B |
| ------------- | - | - | - |
| Stati Uniti   | 2 | 1 | 0 |
| Corea del Sud | 2 | 0 | 1 |
| Brasile       | 1 | 2 | 0 |
| Germania      | 1 | 0 | 1 |
| Cina          | 1 | 0 | 0 |
| Giappone      | 1 | 0 | 0 |
| Russia        | 0 | 2 | 1 |
| Canada        | 0 | 1 | 1 |
| Kazakistan    | 0 | 1 | 0 |
| Singapore     | 0 | 1 | 0 |
| Australia     | 0 | 0 | 1 |
| Francia       | 0 | 0 | 1 |
| Paesi Bassi   | 0 | 0 | 1 |
| Spagna        | 0 | 0 | 1 |